# Karvetnagar
Karvetnagar o Karwaitnagar fou un estat tributari protegit del tipus zamindari a l'antic districte de North Arcot, presidència de Madras, avui a Tamil Nadu, amb una superfície de 1761 km² i 792 pobles (1881) o de 2242 km² i 667 pobles (1901). La població era de 289.894 el 1871, de 275.830 el 1881, i de 341.240 el 1901 el 99% hindús. Limitava al nord amb Chandragiri, a l'est amb Kalahasti i Chengalpat, al sud amb Walaja-pet, i a l'oest amb Chittur. La regió és muntanyosa i cobreix part dels Nagari Hills, excepte al sud-est. Els principals rius porten el nom de pobles de l'estat: Narayanavanam, Nagari i Tiruttani. Estava format per dues subdivisions: Puttur i Tirutani.
El zamindar és considerat un dels estats Bommarauze és a dir els que descendien de Bomarauze, el principal palegar al període de les primeres guerres del Carnàtic. Fou concedit a perpetuïtat per un sanad del govern britànic de 1802. Pagava peshkash o tribut al govern de 18.049 lliures i la renda s'estimava en 60.000 lliures; al segle XIX es va endeutar i va quedar sota control del consell de corts, però una vegada al corrent fou retornat al propietari. La capital i residència del zamindar era Karvetnagar, a uns 12 km de l'estació de Puttur. El zamindar tenia el títol hereditari de raja.
La capital era Karwaitnagar a uns 12 km a l'oest de Puttur, que tenia una població el 1871 de 6.894 habitants i el 1881 de 5.874; antigament havia estat fortificada i rodejada de muralla amb només dues portes, però modernament les muralles van desaparèixer.